# Административное деление Дании

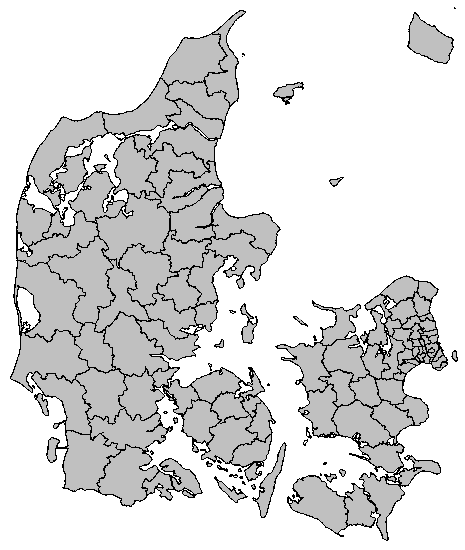
Карта коммун Дании

Дания и её автономии

Королевство Дания включает в себя континентальную часть и автономные области Фарерские острова и Гренландию. 
До реформы 2007 года Дания делилась на амты. Их было 14 (они, в свою очередь, делились на 270 муниципалитетов, или коммун). Муниципалитеты Копенгаген и Фредериксборг (внутри Копенгагена) обладали особым статусом и в амты не входили.
Сейчас территория Дании делится на 5 областей (дат. regioner — регионов), которые в свою очередь делятся на 98 коммун (дат. komunne(r)).
Основная сфера ответственности новых регионов — здоровье населения. В отличие от бывших амтов, регионы не занимаются сбором налогов, а здравоохранение преимущественно финансируется 8-процентным налогом с привлечением средств правительственных и муниципальных фондов.
Представительные органы регионов — региональные советы (da:regionsråd), избираемые населением, исполнительная власть в регионах — председатели региональных советов (da:regionsrådsformand), избираемые региональными советами.
Представительный орган столицы — гражданское представительство (da:borgerrepræsentation), избираемое населением, исполнительную власть в столице осуществляет обер-бургомистр, избираемый гражданским представительством.
Представительные органы городов — городские советы (byråd), избираемые населением, исполнительную власть в городах осуществляют бургомистры (borgmester), избираемые городскими советами.
Представительные органы коммун — коммунальные правления (kommunalbestyrelse), избираемые населением, исполнительную власть в коммунах осуществляют бургомистры (borgmester), избираемые коммунальными правлениями.
Гренландия и Фарерские острова также входят в состав королевства Дания, делятся на коммуны, но при этом имеют автономный статус и право самоуправления, представлены в парламенте Дании — по два представителя от Фарер и Гренландии.

## Области Дании

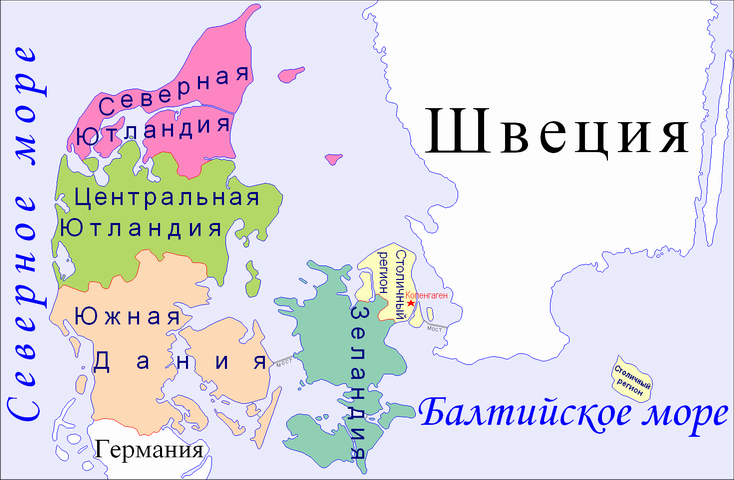
Области Дании

| № п/п | Область                                       | Площадь, км² | Население, чел. (01.01.2013) | Плотность, чел./км² | Административный центр | Число муниципалитетов |
| ----- | --------------------------------------------- | ------------ | ---------------------------- | ------------------- | ---------------------- | --------------------- |
| 1     | Ховедстаден (Столичная область) (Hovedstaden) | 2561         | 1 732 068                    | 676,32              | Хиллерёд               | 29                    |
| 2     | Зеландия (Sjælland)                           | 7273         | 816 359                      | 112,25              | Сорё                   | 17                    |
| 3     | Северная Ютландия (Nordjylland)               | 7927         | 580 272                      | 73,20               | Ольборг                | 11                    |
| 4     | Центральная Ютландия (Midtjylland)            | 13 142       | 1 272 510                    | 96,83               | Виборг                 | 19                    |
| 5     | Южная Дания (Syddanmark)                      | 12 191       | 1 201 419                    | 98,55               | Вайле                  | 22                    |
|       | Всего                                         | 43 094       | 5 602 628                    | 130,01              |                        | 98                    |

## История

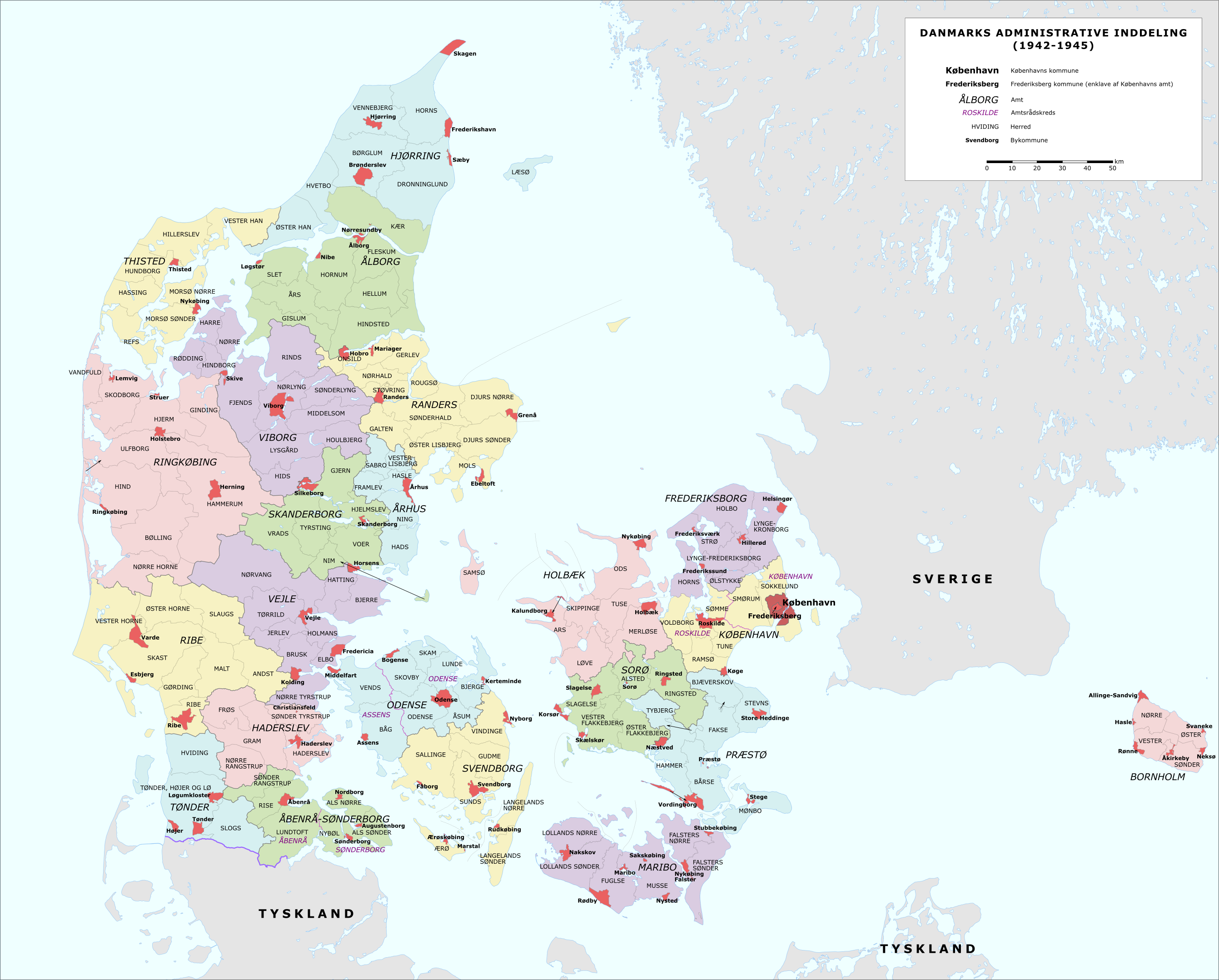
Амты и герады Дании до 1970 года

До 1662 года Дания делилась на лены, в 1662 году деление на лены было заменено делением на амты, в 1793 году амты были укреплены:
- Рибе (центр — Рибе)
- Вайле (центр — Вайле)
- Рингкёбинг (центр — Рингкёбинг)
- Сканерборг (центр — Сканнерборг)
- Виборг (центр — Виборг)
- Орхус (центр — Орхус)
- Тистед (центр — Тистед)
- Ольборг (центр — Ольборг)
- Раннерс (центр — Раннерс)
- Йёрринг (центр — Йёрринг)
- Оденсе (центр — Оденсе)
- Свеннборг (центр — Свеннборг)
- Марибо (центр — Нюкёбинг)
- Престё (центр — Престё)
- Сорё (центр — Сорё)
- Хольбек (центр — Хольбек)
- Роскилле (центр — Роскилле)
- Копенгаген (центр — Копенгаген)
- Фредериксборг (центр — Хиллерёд)
- Борнхольм (центр — Рённе)

В 1920 году, после присоединения к Дании Северного Шлезвига, 4 его района стали новыми амтами Дании:
- Сённерборг (центр — Сённерборг)
- Обенро (центр — Обенро)
- Тённер (центр — Тённер)
- Хадерслев (центр — Хадерслев).

В 1970 году Сённерборг, Обенро, Тённер и Хадерслев были объединены в Амт Южная Ютландия (центр — Обенро), Оденсе и Свеннборг в Амт Фюн (центр — Оденсе), Раннерс и Сканерборг были присоединены к Орхусу, Тистед к Виборгу, Ольборг был переименован в Северную Ютландию, Престё и Марибо были объединены в Сторстрёмс (центр — Нюкёбинг), Сорё и Хольбек в Западную Зеландию, герады были упразднены, число коммун (kommuner) был значительно уменьшено. В результате муниципальной реформы 2007 года традиционные амты были объединены в более 5 крупных регионов, маленькие коммуны были объединены в бо́льшие по размеру административные единицы, их число сократилось с 270 до 98.